# Orbea tapscottii
Orbea tapscottii là một loài thực vật có hoa trong họ La bố ma. Loài này được (Verd.) L.C. Leach mô tả khoa học đầu tiên năm 1975.